# Chillarón de Cuenca
Chillarón de Cuenca település Spanyolországban, Cuenca tartományban. Chillarón de Cuenca Cuenca községgel határos. Lakosainak száma 864 fő (2024).

## Népesség
A település népessége az utóbbi években az alábbiak szerint változott:
| Lakosok száma | 356  | 446  | 406  | 401  | 586  | 580  | 557  | 617  | 698  | 864  |
|               | 2001 | 2004 | 2006 | 2009 | 2011 | 2014 | 2016 | 2019 | 2021 | 2024 |